# Белые таи

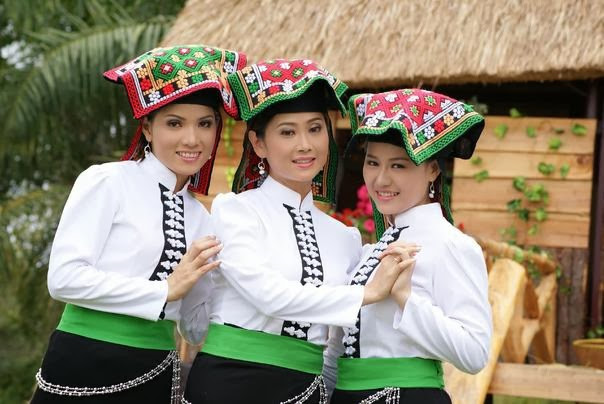
Белые таи в национальных костюмах

Белые таи (вьет. Tai Dón или Thái Trắng) — этническая группа, проживающая на территории Вьетнама, Лаоса и Китая. Вместе с чёрными и красными таями образуют группу горных таев, объединённые вождеством Сипсонгчаутхай. Численность — 620 тысяч человек. Составляют вместе с народами чёрных и красных таев, народом фу тай, тай тань и тай хань тонг третью по величине из пятидесяти этнических групп, признанных вьетнамским правительством. Общие культурные черты связаны с влиянием мон-кхмерского субстрата.

## Географическое распределение
- Вьетнам — 200 000 человек[2] на 2002 год
- Китай — 15 000 человек, в основном проживающих в провинции Юньнань, на 2000 год
- Лаос — 200 000 человек на 1995 год

## История
Белые таи мигрировали из Китая в Лаос несколько веков назад, поселившись вдоль Красных и Черных рек, образовав не позднее XVII века племенной союз с красными и черными таями.

## Традиции и праздники
Сохраняются традиционная социальная структура. Часто практикуется татуировка.